# ديفيد باتلر (مؤلف)
ديفيد باتلر (بالإنجليزية: David Butler)‏ (1964، دبلن في جمهورية أيرلندا)؛ كاتب، شاعر وروائي أيرلندي.